# Jelení lázeň
Jelení lázeň je přírodní rezervace poblíž obce Deštné v Orlických horách v okrese Rychnov nad Kněžnou. Oblast spravuje AOPK ČR Správa CHKO Orlické hory. Důvodem ochrany je hřebenové rašeliniště typu vrchoviště s charakteristickou ohroženou flórou, faunou a typickými rašelinnými jevy.